# アキレス (化学工業)
アキレス株式会社は、ゴム・プラスチックなどの素材を開発・製造する会社。
社名と同じブランド名で展開するゴムボートや靴の製造・販売で知られている。

## 主要事業所
- 本社 - 東京都新宿区北新宿二丁目21番1号 新宿フロントタワー
- 関西支社 - 大阪府大阪市北区中之島2丁目2番7号　中之島セントラルタワー23F
- 足利第一工場 - 栃木県足利市借宿町668
- 足利第二工場 - 栃木県足利市福富新町1570
- 滋賀第一工場 - 滋賀県野洲市妙光寺95
- 滋賀第二工場 - 滋賀県犬上郡豊郷町安食西1
- 美唄工場 - 北海道美唄市東7条北9丁目2番1号
- 九州工場 - 福岡県飯塚市平恒477-29

## 沿革
- 1907年（明治40年） ‐ 殿岡利助が内外地に向け織物の製造販売をするために殿利織物会社を設立
- 1943年（昭和18年）6月 ‐ 戦時体制から企業整備令により国華工業株式会社足利工場としてゴム製品の製造に転換
- 1945年（昭和20年）9月 ‐ 布靴、総ゴム靴、ゴム引布や合成樹脂製品の製造に着手
- 1947年（昭和22年）5月 ‐ 興国化学工業株式会社設立（資本金200万円）本店を東京都中央区日本橋に、工場を足利市に置き、ゴム製品の製造、販売を開始
- 1948年（昭和23年）4月 ‐ ビニール製品の製造、販売を開始
- 1951年（昭和26年）3月 ‐ 本店を東京都中央区新富町に移転
- 1956年（昭和32年）6月 ‐ 大阪市に大阪支店を開設
- 1961年（昭和36年）10月 ‐ 東京証券取引所市場第一部
- 1982年（昭和57年）2月 ‐ 現社名に改称、ギリシャ神話のアキレウスにちなんだ靴のブランド名から[1]

## 関連会社

### 国内グループ企業
シューズ部門
- アキレス島根株式会社

プラスチック部門・産業資材部門
- アキレスコアテック株式会社
- アキレス大阪ビニスター株式会社
- 東北アキレス株式会社
- 北海道アキレスエアロン株式会社
- 関東アキレスエアロン株式会社
- 大阪アキレスエアロン株式会社
- 九州アキレスエアロン株式会社
- アキレスマリン株式会社
- アキレスウエルダー株式会社
- 三進興産株式会社

その他（保険代理業）
- アキレス商事株式会社

## 主な商品名
- ACHILLES SORBO
- SPALDING（スポルディング）
- 各種靴用品
  - プラズマ（すでに生産中止）
  - LemonPie
  - SKECHERS
  - 瞬足 - 2003年発売開始のジュニア向けランニングシューズ。ソール部を左右非対称とし、左回りのトラックコースを走りやすいように「右足のインサイド」「左足のアウトサイド」にそれぞれスパイク状のグリップを装着。2009年には年間500万足を販売するヒット商品となり、2010年には小学館から公式ガイドブックも発売された。シューズの他、伊藤忠商事とパートナー契約を結び「瞬足」ブランドで文房具などの商品も展開、2014年11月にはエム・ティー・オーより『瞬足 めざせ!全国最強ランナー』のタイトルでゲームソフト化もされている。
  - ワークマスター - 1986年グッドデザイン賞受賞の作業用大長靴で、ハサミで長さを調整することが可能。白色のみ高耐油の衛生加工が施されている。用途は、農業・漁業・土木・食品関係など。また、飼育員用の長靴として南知多ビーチランドや伊勢夫婦岩ふれあい水族館シーパラダイスなどの水族館で採用されている。
- 各アニメ・特撮キャラのシューズ用品
  - スーパー戦隊シリーズ[2]
  - 平成仮面ライダーシリーズ
  - プリキュアシリーズ（魔法つかいプリキュア!まで）
  - ドラえもん（すでに生産中止）
  - キン肉マン（すでに生産中止）
  - 聖闘士星矢（初期のアニメ）（すでに生産中止）
  - 闘将!!拉麵男（すでに生産中止）
  - オバケのQ太郎（新）（すでに生産中止）
  - 姫ちゃんのリボン（すでに生産中止）
  - おジャ魔女どれみ（おジャ魔女どれみ♯からおジャ魔女どれみドッカ〜ン！まで・すでに生産中止）
  - 明日のナージャ（すでに生産中止）
  - B-伝説!バトルビーダマン（すでに生産中止）
  - 爆球Hit!クラッシュビーダマン（すでに生産中止）ほか
- アキレスジョイント（排水用部品）
- カブロン（合成皮革）
- 農業用被覆資材
  - ノンキリー（農業用ビニール）
  - ハイベール（農業用ポリオレフィンフィルム）

## 労働問題
奈良県在住の38歳の女性は2006年4月から同社の関西支社で派遣社員として勤務してきたが、正社員が行う営業補助業務に就かされていたにもかかわらず、契約上は専門業務と偽装されており、この結果、正社員への切り替え時期を経過しても派遣社員として雇用され続けた末、『派遣切り』に遭ったとして、同社と人材派遣会社・フジスタッフに対し、正社員としての地位確認などを求め、大阪地裁に訴訟を起こした。

## テレビ番組
- 日経スペシャル カンブリア宮殿 コロナ危機で真価を発揮 素材の力で日本を救う！知られざるアキレスの全貌（2020年6月25日[4]

## 提供番組
一社提供番組（過去）
- 坊主拳法
- アキレスてんてこゲーム

スポンサー番組
現在（30秒）
- 朝日放送テレビ制作日曜朝8時30分枠のアニメ[5]
- ONE PIECE

過去
- 天才!志村どうぶつ園
- 世界まる見え!テレビ特捜部[6]
- スーパー戦隊シリーズ
- 仮面ライダーシリーズ
- 名古屋テレビ制作土曜夕方5時30分枠のアニメ
  - 機動戦士Ζガンダム
  - 機動戦士ガンダムΖΖ
  - 機甲戦記ドラグナー
  - 鎧伝サムライトルーパー
  - 獣神ライガー
  - 勇者エクスカイザー
- メタルヒーローシリーズ[7]
- キン肉マンシリーズ
- キン肉マンⅡ世 - 第1期のみ
- 夢戦士ウイングマン
- 機甲界ガリアン
- 超力ロボ ガラット
- ちびまる子ちゃん
- クレヨンしんちゃん[8]
- SLAM DUNK[9]
- ママレード・ボーイ
- 赤ちゃんと僕
- 電脳警察サイバーコップ
- 東映不思議コメディーシリーズ
- ビーストウォーズII 超生命体トランスフォーマー
- ビーストウォーズネオ 超生命体トランスフォーマー
- シャーマンキング
- 遊戯王デュエルモンスターズ
- 天空戦記シュラト
- キャッ党忍伝てやんでえ
- ゲッターロボ號
- 緊急発進セイバーキッズ
- 宇宙の騎士テッカマンブレード
- 疾風!アイアンリーガー
- 魔法のステージファンシーララ
- DRAGON QUEST -ダイの大冒険-
- Cosmic Baton Girl コメットさん☆
- 聖闘士星矢（初期のアニメ）[10]
- きんぎょ注意報!
- 機動戦士Vガンダム
- キャプテン翼[11]
- のらくろクン
- あんみつ姫
- ひみつのアッコちゃん
- しゅごキャラ!
- ガンバリスト!駿
- シティーハンター
- 魔法のプリンセスミンキーモモ
- 超獣機神ダンクーガ
- 超時空要塞マクロス
- 魔法のエンジェルスイートミント
- 韋駄天翔
- 鬼神童子ZENKI
- タッチ